# La Banane (Rouen)
La Banane est un ensemble de deux immeubles situé dans le quartier Lombardie à Rouen (Normandie).

## Histoire
Conçu par l'architecte Henri Tougard et construit en 1959, il fut un des plus longs immeubles d'Europe (390 mètres). En partie désaffecté depuis 2018, il doit être partiellement démoli en 2023.